# Kingston (Ontario)
Kingston es una ciudad histórica de Ontario, Canadá, situada en el Corredor Quebec-Windsor en el extremo este del lago Ontario, donde el lago desemboca en el río San Lorenzo y donde empiezan las Mil islas.
La parte central de la ciudad está situada entre el río Cataraqui al este y la quebrada del pequeño Cataraqui al oeste, con áreas que se extienden en ambas direcciones. Kingston es la sede del Condado de Frontenac. Según el censo de Canadá de 2001, la población del núcleo urbano era de 114 195 habitantes.
A Kingston se la conoce como la "Limestone City" (ciudad de la piedra caliza) debido a sus muchos edificios históricos construidos con ese tipo de piedra de origen local de color gris.
Kingston está aproximadamente a mitad de camino entre Toronto y Montreal a lo largo de las tres mayores rutas de transporte este-oeste en el Canadá Central: la vía navegable del San Lorenzo, la autovía 401 de Ontario (la autovía Macdonald-Cartier) que desemboca en la autopista 20 de Quebec, y el Corredor Windsor a Quebec de los ferrocarriles canadienses. Kingston también se encuentra en el extremo sur del Canal Rideau, que inicialmente se construyó para conectar el lago Ontario con el río Ottawa a fin de proporcionar una vía de transporte segura a Montreal separada de la frontera con Estados Unidos. El aeropuerto de Kingston,  Aeropuerto Kingston/Norman Rogers Airport (CYGK), ofrece vuelos regulares a Toronto.
Kingston es la sede de dos universidades, la Universidad de Queen y el Royal Military College of Canada (RMC), así como del St. Lawrence College. En la universidad de Queen se emite una de las más antiguas emisoras de radio del mundo, la CFRC.
La base de las fuerzas canadienses de Kingston (CFB Kingston) alberga la CFSCE (Escuela de Comunicaciones y Electrónica de las Fuerzas Canadienses).
El grupo más grande de prisiones federales del Canadá, incluida la penitenciaría de Kingston, está situado en un área inmediata a la ciudad, y en él se han recluido varios de los más destacados criminales canadienses del pasado y del presente.

## Historia

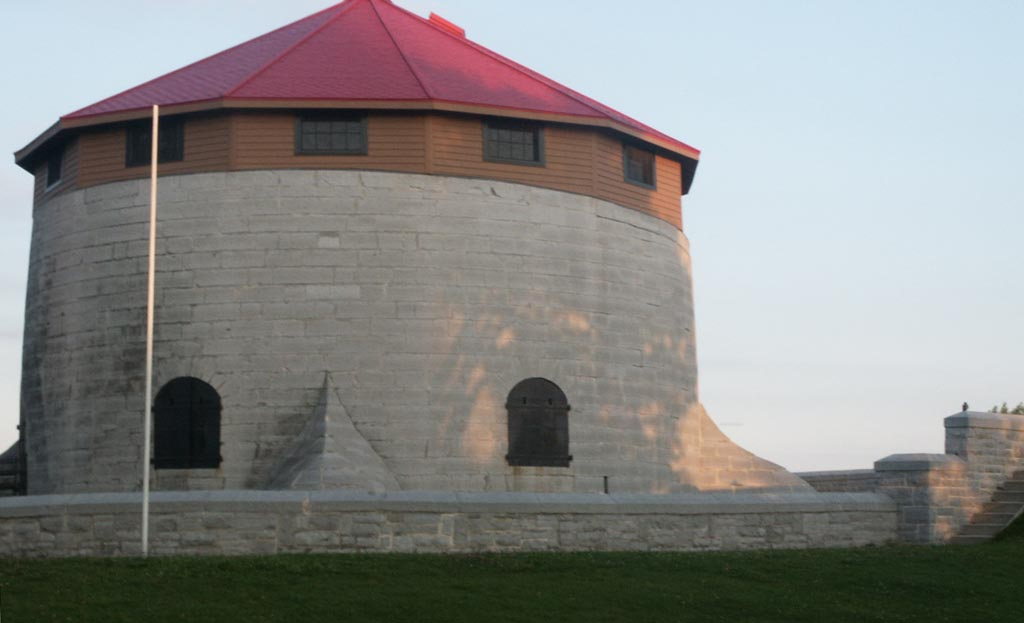
Torre Murney, Kingston

Los franceses se establecieron en un emplazamiento tradicional de los primeros pobladores Mississaugas llamado Katerokwi (Cataraqui en la transliteración común utilizando las reglas de pronunciación francesas) en 1673 y fundaron Fort Frontenac.  El fuerte fue capturado y destruido por los ingleses en la batalla de Font Frontenac, ya al fin de la guerra de los siete años, en 1758. Como centro receptor de refugiados que escapaban de la revolución de los Estados Unidos, se convirtió en la primera comunidad del sudeste del Canadá.
A fines del siglo XVIII una parte significativa de la expansión del área fue propiciada por el  establecimiento de los “United Empire Loyalists” (UEL) y de los  Mohawks procedentes de los Iroqueses en Nueva York, conducidos por Molly Brant.

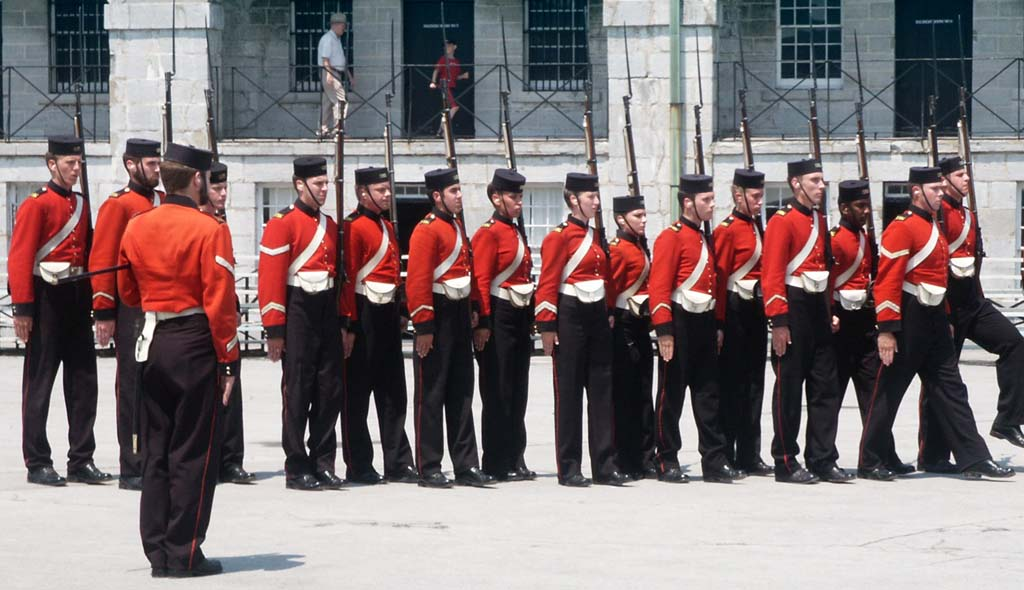
Fort Henry protege a Canadá de invasiones desde Estados Unidos

Durante la Guerra de 1812, Kingston fue la base de la división de lago Ontario de la flota naval británica de los Grandes Lagos, y se involucró en una fuerte lucha con la flota americana con base en Sackett's Harbor para el control del lago Ontario. Después de la guerra, Inglaterra construyó Fort Henry y una serie de  destacadas torres Martello para proteger la entrada al Canal Rideau. Fort Henry todavía sigue constituyendo un destino turístico tradicional.
La situación de Kingston a la entrada del Canal Rideau del lago Ontario, después de que se finalizó la construcción del Canal en 1832 por el coronel John By, la convirtió en el principal centro económico y militar del Alto Canadá. Kingston tuvo la mayor población del alto Canadá hasta la década de 1840.
Kingston fue una de las competidoras para la capital de los Canadás unidos, antes de la confederación, pero después de un breve período como capital de 1841 a 1844 (incluyendo la primera sesión del Parlamento de los Canadás Unidos el 1 de junio de 1841), perdió sus posibilidades ante localizaciones alternativas, primero de Montreal y Toronto, y después de Ottawa en 1857. Kingston es la ciudad natal del primero de los Primeros Ministros del Canadá, Sir John A. Macdonald.
A finales del siglo XIX y principios del XX, Kingston fue un importante puerto de los Grandes Lagos, así como centro para la construcción naval y ferroviaria, incluyendo la construcción de locomotoras para el Imperio Británico (la Canadian Locomotive Company - después Fairbanks-Morse – cerró en 1969). La mayoría de la industria pesada ha abandonado ahora la ciudad y los puestos de trabajo están ahora constituidos básicamente por los sectores institucionales, militares, y de servicio o venta al menor.
La expresión "Cataraqui", procedente del nombre nativo original de Kingston, se aplica hoy al área noroeste del centro de la ciudad de  Kingston.

## Cultura
La ciudad celebra varios festivales durante al año, incluyendo el Festival de Blues de Limestone City, el Festival de Kingston de Cine Canadiense, Fanfayr, el Kingston Busker's Rendezvous, las competiciones de perros pastores de Kingston, el Festival de Jazz de Kingston, el Festival de Kingston Dragon Boat, el Canadá DanceSport, el Festival de los Árboles, y los Feb Fest, the Limestone Classic, y Chilifest.
La Orquesta sinfónica de Kingston celebra sus conciertos en el Grand Theatre, al igual que lo hacen grupos de teatro aficionados y semiprofesionales. (Como consecuencia del éxito de una campaña para recaudar fondos el Grand Theatre se ha cerrado para ser reformado y se reabrirá en el otoño de 2006. ) La ciudad también dispone del Teatro Kingston (anteriormente Teatro Beyond), en el que actúa una compañía profesional.
La ciudad ha lanzado a varios músicos y grupos musicales, muchos de los cuales son bien conocidos principalmente en Canadá, y algunos otros han alcanzado éxito internacional. Kingston es el lugar de nacimiento del cantante de rock Bryan Adams, uno de los principales cantantes internacionales de los años 80 hasta nuestros días. Adams ha contribuido generosamente a lugares públicos de Kingston, como al General Hospital Auxiliary, y fue galardonado con una placa conmemorativa. Otros músicos son los miembros de The Tragically Hip, The Mahones, el cantante de jazz Andy Poole, Bedouin Soundclash,  Sarah Harmer, The Arrogant Worms, The Headstones, The Inbreds, The Orange Alabaster Mushroom, David Usher (anteriormente componente de Moist).  La cantante Avril Lavigne, de la ciudad cercana de Napanee, empezó su carrera después de ganar fama cantando en una feria de Kingston. El primer ganador de la serie de televisión Canadian Idol fue Ryan Malcolm, nacido en Kingston.
El poeta Michael Andre empezó en Kingston, y el actor Dan Aykroyd tiene su hogar cerca de Kingston.

## Media
Además de las emisoras locales, las estaciones de radio y televisión de Nueva York (especialmente de la zona de Watertown) se pueden captar en Kingston.

### Radio
- 960 AM radio- CFFX , Los viejos  960
- 1380 AM -[CKLC .
- 91.9 FM radio - CKVI-FM, Kingston Collegiate and Vocational Institute
- 92.9 FM - CBBK, CBC Radio dos
- 96.3 FM - CFMK-FM, Joe FM
- 98.3 FM - CFLY-FMCFLY, Fly FM
- 99.5 FM - CJBC (AM)|CJBC-2, La Primera Cadena
- 101.9 FM - CFRC-FM|CFRC, Queen's University, radio del campus
- 105.7 FM - CIKR-FM, K-Rock
- 107.5 FM - CBO-FM|CBCK, CBC Radio Uno

### Televisión
- Canal 6  - CJOH-TV|CJOH-6, CTV television network
- Canal 11 - CKWS-TV, CBC Television
- Canal 32 - CBLFT-TV|CBLFT-14, Télévision de Radio-Canada|SRC
- Canal 38 - CICO|CICO-38, TVOntario
- Cable 13 - TVCogeco 13, canal de la comunidad

### Prensa
El principal periódico de la ciudad es el Kingston Whig-Standard, propiedad de Osprey Media. Publicaciones locales más pequeñas incluyen Kingston This Week, Kingston Eye-Opener y Independent Voice.

## Deportes

### Hockey
Aunque se encuentra en discusión, Kingston presume ser la cuna del hockey sobre hielo existiendo interés por este deporte, aunque no tenga equipos profesionales. Los aficionados de Kingston se reparten entre los dos equipos profesionales de Ontario en la NHL, los Toronto Maple Leafs y los Ottawa Senators.
Kingston está representado en la Liga de Hockey de Ontario por los Kingston Frontenacs.
El International Hockey Hall of Fame, que se fundó en 1943 y se levantó en 1965, está situado en Kingston.

### Fútbol canadiense
Tiene al equipo de la Universidad de Queen, los Queen's Golden Gaels, quienes juegan sus encuentros en el Richardson Memorial Stadium de Kingston.

### Vela
La ciudad es famosa por sus competiciones de vela en agua dulce y albergó las pruebas de vela de los Juegos Olímpicos de Verano de 1976. En agosto se celebran cada año las regatas de Kingston. Kingston figura en la lista confeccionada por una selección de expertos entre las mejores competiciones de yates en los Estados Unidos, a pesar de que Kingston está, obviamente, en Canadá.

### Buceo
Kingston es un destino muy conocido para el buceo en aguas dulces.

## Demografía
De acuerdo con el censo del 2001, 146 838 habitantes residían en el área del gran Kingston, de los cuales el 49,1 % eran hombres y el 50,9 % mujeres. Los niños menores de 5 años suponían aproximadamente el 5,1 % de la población, dato que puede compararse con el 5,8 % en Ontario, y con casi el 5,6 % para el total de Canadá.
En 2001, el 14,1 % de la población residente en Kingston correspondían  a la tercera edad (65 años o más), dato que para todo el Canadá es del 13,2 %. La edad media de la población era de 38,1 años, contra los 37,6 en el conjunto de Canadá. Kingston tiene fama como lugar adecuado para que se establezcan los jubilados.
En los cinco años entre 1996 y 2001, el crecimiento de la población de Kingston fue del 1,6 %. Mientras para el conjunto de Ontario era de 6,1 %. La densidad media de población de Kingston era de 77,0 personas por kilómetro cuadrado, en tanto que la del conjunto de Ontario era de 12,6.

### Composición racial
- Blancos: 133 717 (95,7 %) (principalmente de origen inglés, irlandés, francés e italiano)
- Sur de Asia: 1405 (1,0 %) (principalmente de origen de la India y de Sri Lanka)
- Chinos: 1400 (1,0 %)
- Mestizos: 1030  (0,7 %) (principalmente de origen blanco y negro)
- Negros: 655 (0,4 %) (casi exclusivamente jamaicanos)

### Composición religiosa
- Protestantes: 43,6 %
- Católicos: 33,1 %
- Otros cristianos: 1,6 %
- Sin religión: 18,0 %

## Educación
El Consejo Escolar del Distrito de Limestone atiende a los estudiantes de los condados de Frontenac y Lennox y Addington. Junto con la Comunidad Educativa de la Escuela de Limestone, que facilita educación para adultos y programas de formación, aproximadamente 23 000 estudiantes asistes a 56 escuelas elementales y 12 secundarias. El Consejo Escolar Católico del Distrito de Algonquin y Lakeshore, atiende a los estudiantes de religión católica. Aproximadamente 15 000 estudiantes asisten a 36 escuelas elementales y 5 secundarias.
Kingston es la sede de la Queen's University, una de las universidades más importantes del país.
El Royal Military College of Canada también está ubicado en Kingston. RMC es la única universidad militar del Canadá a la que asisten muchos de los futuros oficiales de las fuerzas canadienses, no tan solo para recibir un diploma acreditativo de rango universitario, sino también para dominar el bilingüismo, desarrollar formación física estricta y recibir formación para sus futuras carreras militares.
Escuelas secundarias locales:
- Loyalist Collegiate and Vocational Institute
- Regiopolis Notre Dame Catholic Secondary School
- Frontenac Secondary School
- Bayridge Secondary School
- Kingston Collegiate and Vocational Institute
- Queen Elizabeth Collegiate and Vocational Institute
- La Salle Secondary School
- Holy Cross Catholic Secondary School